# جوزيف مولر
جوزيف مولر (بالألمانية: Gottlob Müller)‏ هو عسكري ألماني، ولد في 17 مارس 1895 في كيتسينغن في ألمانيا، وتوفي في 28 أبريل 1945 في Gatow ‏ في ألمانيا.